# Вальтер Гевель
Вальтер Гевель (нім. Walter Hewel; 2 січня 1904, Кельн — 2 травня 1945, Берлін) — німецький дипломат, активний член НСДАП, бригадефюрер СС, один з небагатьох близьких друзів Адольфа Гітлера.

## Біографія
Син Антона Гевеля, власника заводу з виробництва какао, і його дружини Ельзи. Батько помер в 1913 році, після чого заводом стала управляти мати Вальтера. Гевель вступив в НСДАП ще підлітком, коли її чисельність становила 200-300 осіб. У 1923 році Вальтер закінчив Мюнхенський технічний університет, брав участь в Пивному путчі. Після засудження Гітлера Гевель кілька місяців був камердинером лідера нацистів. Після провалу путчу Гевель працював продавцем кави в британській фірмі, в Індонезії. Там він організовував філії НСДАП.
У 30-ті роки Гевель повернувся до Німеччини, де був призначений послом і спрямований в Іспанію. 12 вересня 1937 року вступив у СС (посвідчення №283 985). У 1938 році повернувся з Іспанії, здружився з Гітлером, став працювати дипломатом в німецькому МЗС, був радником першого класу. У тому ж році став офіцером зв'язку в МЗС. З вересня 1940 по березень 1943 року мав право прийняття спеціальних рішень, був в ранзі секретаря.
Будучи офіцером зв'язку в штаб-квартирі Гітлера, він був близьким до лідера нацистів. Гевель вів щоденник, який був написаний для маскування на індонезійському мовою. Гевель був одним з останніх німецьких офіцерів, в якому Гітлер був упевнений. Протягом останніх декількох років Гевель завжди займав позицію Гітлера, окрім одного разу: він відмовився одружитися з донькою міністра озброєнь Фріца Тодта. В останні дні нацистського уряду він був незалежним консультантом Гітлера. Він дістав Гітлеру ціаністий калій, що зробити в той період було вкрай проблематично.
У ніч на 2 травня 1945 року Вальтер Гевель одним з останніх залишив фюрербункер, але через кілька годин (близько 10:30), злякавшись полону, наклав на себе руки: застрелився в підвалі на алеї Шеггаузер (район Веддінг), недалеко від радянських позицій.

## Звання СС
- Штурмбаннфюрер СС (12 вересня 1937)
- Оберштурмбаннфюрер СС (25 березня 1938)
- Штандартенфюрер СС (20 квытня 1938)
- Оберфюрер СС (1 грудня 1940)
- Бригадефюрер СС (9 листопада 1942)

## Нагороди
- Орден крові (№90; 9 листопада 1933)
- Нарукавна стрічка «Ударний загін "Адольф Гітлер"» (№18)
- Почесний кут старих бійців (жовтень 1937)
- Цивільний знак СС (№151 799)
- Медаль «У пам'ять 13 березня 1938 року»
- Медаль «У пам'ять 1 жовтня 1938»
- Медаль «У пам'ять 22 березня 1939 року»
- Почесний знак Німецького Червоного Хреста
- Медаль «За вислугу років у НСДАП» в бронзі (10 років)
- Орден Корони Італії, офіцерський хрест (1939)
- Орден Корони Румунії, офіцерський хрест (1940)
- Орден Стовпів держави, великий офіцерський хрест із зіркою (Маньчжурська держава)
- Почесна шпага рейхсфюрера СС (30 січня 1942)
- Кільце «Мертва голова» (30 січня 1942)
- Орден Білої троянди (Фінляндія), командорський хрест 1-го класу з мечами (1942)
- Золотий партійний знак НСДАП (24 лютого 1943)
- Орден Заслуг (Угорщина), командорський хрест із зіркою (1943)
- Хрест Воєнних заслуг 2-го і 1-го класу (9 листопада 1944) — отримав 2 нагороди одночасно.